# Louis Nero
Louis Nero, pseudonimo di Luigi Bianconi (Torino, 24 settembre 1976), è un regista, sceneggiatore e produttore cinematografico italiano.

## Biografia
Louis Nero si laurea al DAMS di Torino nel 1999. Golem (2003) è il suo primo lungometraggio per il cinema, ha partecipato al David di Donatello ed è stato candidato al Ciak d'oro come miglior opera prima.
Dal 2004 diventa membro permanente della giuria del David di Donatello.
Dal 2022 diventa membro permanente dell'EFA - (Accademia europea del cinema).
Nel 2005 ha realizzato il film Pianosequenza, nel quale le persone si incontrano per un istante, generando un impatto sul loro destino. Nel 2006 esce Hans, un thriller con Daniele Savoca, Franco Nero e Silvano Agosti. Nel 2008 gira La rabbia, con Faye Dunaway, Franco Nero, Tinto Brass e Corin Redgrave. La colonna sonora del film fu realizzata da Luis Bacalov e Teho Teardo. Nel 2011 gira Rasputin e nel 2014 Il mistero di Dante, con F. Murray Abraham. Nel novembre 2017 è uscito The Broken Key, con un cast internazionale: Rutger Hauer, Christopher Lambert, Geraldine Chaplin e Michael Madsen.
Nel 2021 ha prodotto il film L'uomo che disegnò Dio regia di Franco Nero con Kevin Spacey e Faye Dunaway.
Nel 2024 dirige e produce il film Milarepa Harvey Keitel,F. Murray Abraham e Isabelle Allen. Film biografico su Milarepa, poeta e mistico tibetano dell'undicesimo secolo.
Alla sua attività di regista affianca anche quella di produttore.

## Filmografia

### Lungometraggi
- Golem (2000)
- Pianosequenza (2005)
- Hans (2006)
- La rabbia (2008)
- Rasputin (2011)
- Il mistero di Dante (2013)
- The Broken Key (2017)
- Milarepa (2025)

### Cortometraggi
- Trilogia di corti: La solitudine (1994)
- Philladelphia (1995)
- Dimitri Coppola (1996)
- Capitan Nuvola (1997)
- Cubo (1998)
- Inferno (1999)
- Lullaby (2010)
- Soledad (2012)
- Mechanismo (2018)